# 刘英姿 (射击运动员)
刘英姿（1971年1月27日—），湖南岳阳人，中国女子射击运动员、教练员。

## 簡介
2001年，刘英姿在九运会女子多向飞碟赛夺得银牌。2007年的世锦赛上，她获得世界杯夺冠。2008年北京奥运会女子飞碟多向资格赛上，刘英姿仅仅打出63中，排名第12位无缘决赛。2009年第十一届全运会射击比赛女子飞碟多向决赛中，刘英姿以92中的总成绩夺冠（高娥、赵丹分获二、三名）。同年11月，她获得世界杯总决赛女子飞碟多向金牌。2010年国际射联射击世界杯中国站飞碟女子多向项目中，刘英姿以91中的总成绩夺冠。
2011年，40岁的刘英姿再次在国际射联飞碟世锦赛女子多向项目上贏得冠军，继2007年后再次折桂。2012年，刘英姿代表中国出戰英國倫敦舉行的奥林匹克运动会射擊比賽女子不定向飛靶賽事。同年，她当选中共十八大代表。2015年，中国飞碟队里约奥运会第一阶段选拔赛在福建莆田举行，刘英姿发挥欠佳综合排名第八，无缘里约奥运会。

## 個人生活
2006年，35岁的刘英姿生下一对龙凤胎；但在孩子才5个月大时，她决定恢复训练以备战奥运会。她笑称自己在成为妈妈后开始转运，并先后入选北京奥运会名单、夺得世锦赛及世界杯冠军。